# Conus grahami luziensis
Conus grahami luziensis is een ondersoort van de zeeslakkensoort Conus grahami, uit het geslacht Conus. De slak behoort tot de familie Conidae. Conus grahami luziensis werd in 1983 beschreven door Rolán in Röckel & Monteiro. Net zoals alle soorten binnen het geslacht Conus zijn deze slakken roofzuchtig en giftig. Zij bezitten een harpoenachtige structuur waarmee ze hun prooi kunnen steken en verlammen.